# Coin Coin Chapter Three: River Run Thee
Coin Coin Chapter Three: River Run Thee è il settimo album in studio della musicista statunitense Matana Roberts, pubblicato nel 2015.

## Tracce
1. All is Written – 10:05
2. The Good Book Says – 2:39
3. Clothed to the Land, Worn by the Sea – 3:24
4. Dreamer of Dreams – 4:32
5. Always Say Your Name – 1:52
6. Nema, Nema, Nema – 4:19
7. A Single Man O' War – 2:05
8. As Years Roll By – 4:05
9. This Land Is Yours – 3:44
10. Come Away – 5:25
11. With Me Seek – 0:57
12. J.P. – 2:23